# Eviva l’arte! (singel)
Eviva l’arte! (zapis stylizowany: Eviva l’arte! (K. Przerwa-Tetmajer)) – singel Sanah i Krzysztofa Zalewskiego wydany 16 stycznia 2025, pochodzący z szóstego albumu studyjnego Sanah Dwoje ludzieńków. Tekst utworu stanowi wiersz „Evviva l’arte!” Kazimierza Przerwy-Tetmajera.
Kompozycja znalazła się na 2. miejscu listy OLiA, najczęściej odtwarzanych utworów w polskich rozgłośniach radiowych. Nagranie otrzymało w Polsce status złotego singla, przekraczając liczbę 62 500 tysiąca sprzedanych kopii.

## Geneza utworu i historia wydania
Utwór napisali i skomponowali Kazimierz Przerwa-Tetmajer, Zuzanna Grabowska i Arkadiusz Kopera, który również odpowiada za produkcję utworu.
Singel ukazał się w formacie digital download 16 stycznia 2025 w Polsce za pośrednictwem wytwórni płytowej Magic Records w dystrybucji Universal Music Polska. Piosenka została umieszczona na szóstym albumie studyjnym Sanah – Dwoje ludzieńków.

## „Eviva l’arte!” w stacjach radiowych
Nagranie było notowane na 2. miejscu w zestawieniu OLiA, najczęściej odtwarzanych utworów w polskich rozgłośniach radiowych.

## Teledysk
Do utworu powstał teledysk w reżyserii Alana Kępskiego i Sylwii Księżopolskiej, który udostępniono w dniu premiery singla za pośrednictwem serwisu YouTube.

## Lista utworów
- Digital download[3]

1. „Eviva l’arte!” – 3:34

## Notowania

### Pozycje na listach sprzedaży
| Kraj   | Lista (2025)             | Najwyższa pozycja |
| ------ | ------------------------ | ----------------- |
| Polska | Billboard Poland Songs   | 15                |
| Polska | OLiS – single w streamie | 13                |

### Pozycja na liście airplay
| Kraj   | Lista (2025)                   | Najwyższa pozycja |
| ------ | ------------------------------ | ----------------- |
| Polska | OLiS – oficjalna lista airplay | 2                 |

## Certyfikaty
| Kraj          | Certyfikat  | Sprzedaż |
| ------------- | ----------- | -------- |
| Polska (ZPAV) | złota płyta | 62 500+  |